# Cohniella
Cohniella là một chi thực vật có hoa trong họ Lan.